# Datsun Sports
Datsun Sports (chiamata Datsun Fairlady nei mercati giapponese e australiano) è un'autovettura prodotta dalla casa automobilistica nipponica Nissan dal 1959 al 1970 e venduta con il marchio Datsun.

## Storia
La Sports era una famiglia di roadster prodotta da Nissan negli anni 60 del XX secolo in cinque generazioni. Presentata in anteprima nel 1958 al salone dell'automobile di Tokyo, la genesi del modello iniziò con la prima generazione chiamata Datsun S211 del 1959 e continuò fino al 1970 con le SP311 e SR311.
La Sports si posizionava nel segmento delle piccole vetture sportive a due posti, andando a concorrere con le coeve Honda S500, Toyota Sports 800 e Daihatsu Compagno.